# The Family Jewels (album)
| Recensione          | Giudizio            |
| ------------------- | ------------------- |
| BBC Music           | Abbastanza positivo |
| Clash               | 6/10                |
| AllMusic            |                     |
| The Daily Telegraph |                     |
| The Guardian        |                     |
| musicOMH            |                     |
| Metacritic          | 68/100              |
| NME                 | 9/10                |
| Q                   |                     |
| Spin                | 7/10                |
| The Sunday Times    |                     |
| The Independent     | Negativa            |
| The Phoenix         | Molto positiva      |
| SentireAscoltare    | 7/10                |

The Family Jewels è l'album di debutto della cantautrice britannica Marina and the Diamonds, pubblicato il 22 febbraio 2010 dall'etichetta discografica 679 Recordings.

## Il disco
Prodotto da Starsmith, Greg Kurstin, Pascal Gabriel e Stannard, l'album unisce sonorità indie rock, indie pop e baroque pop ad un sound new wave e synthpop, mai troppo eccessivi comunque. Tra le maggiori tematiche trattate dalla cantante troviamo la sessualità femminile, i valori della società moderna, il consumismo e la tematica della famiglia.
Ottenendo critiche più che positive, in particolar modo da NME e AllMusic, l'album ha debuttato direttamente alla #5 posizione della UK Albums Chart con un bottino settimanale di 27,618 copie nel solo Regno Unito (maggior debutto settimanale della cantante in UK). Sempre qui, fino ad'ora, The Family Jewels ha venduto 177,268 copie, copie che hanno permesso all'album di ottenere la certificazione d'oro dalla British Phonographic Industry.
L'album è stato inoltre certificato disco d'oro anche in Irlanda per le 7,500 copie certificate vendute. In America, The Family Jewels ha debuttato alla #138 nella Billboard 200, alla #49 nella Billboard Rock Albums, alla #22 nella Billboard Digital Albums e alla #2 nella Billboard Heatseekers Albums.
L'era di The Family Jewels è stata supportata da cinque singoli, di cui due disponibili solo per il Regno Unito e l'Irlanda. Il lead single è stato Mowgli's Road, pubblicato dalla 679 Artists nel 2009, il quale si posizionò alla #147 in Inghilterra e alla #34 nell'Airplay australiana. A seguire venne scelto Hollywood, secondo singolo di maggior successo della cantante, il quale ottenne un buon riscontro di critiche e di vendite in Europa (#12 posizione in UK). Successivamente a Hollywood, la 679 scelse per la promozione dell'album I Am Not a Robot, canzone baroque pop e indie dichiarata da Clash come miglior canzone del 2009. Gli ultimi due singoli scelti furono rispettivamente Oh No! e Shampain, disponibili per l'Irlanda e il Regno Unito, i quali debuttarono nella UK Singles Chart alla #38 e alla #141 posizione. Altra canzone (non scelta come singolo ufficiale) che entrò nella UK Singles Chart alla #135 posizione fu Numb, la quale ottenne il plauso dalla critica nazionale musicale.

## Tracce
1. Are You Satisfied? – 3:21 (Marina Diamandis, Ash Howes, Liam Howe, Richard Stannard)
2. Shampain – 3:11 (Diamandis, Howe, Pascal Gabriel, Howes, Stannard)
3. I Am Not a Robot – 3:35 (Diamandis, Howe)
4. Girls – 3:28 (Diamandis, Howe, Gabriel)
5. Mowgli's Road – 3:12 (Diamandis, Howe)
6. Obsessions – 3:28 (Diamandis, Howe)
7. Hollywood – 3:50 (Diamandis, Howes, Stannard, Starsmith)
8. The Outsider – 3:17 (Diamandis, Howe)
9. Hermit the Frog – 3:35 (Diamandis, Howe)
10. Oh No! – 3:02 (Diamandis, Greg Kurstin)
11. Rootless – 3:28 (Diamandis, Howe, Gabriel)
12. Numb – 4:16 (Diamandis, Howe)
13. Guilty – 3:40 (Diamandis, Howes, Stannard)

Versione di iTunes
1. The Family Jewels – 4:05 (Diamandis, Howe)

Edizione giapponese
1. The Family Jewels – 4:05 (Diamandis, Howe)
2. Seventeen – 3:05 (Diamandis, Howe)
3. Mowgli's Road (Video) – 3:02
4. Hollywood (Video) – 3:25

Edizione USA
1. Guilty – 3:40 (Diamandis, Howes, Stannard)
2. Hermit the Frog – 3:35 (Diamandis, Howe)
3. Oh No! – 3:02 (Diamandis, Kurstin)
4. Seventeen – 3:05 (Diamandis, Howe)
5. Numb – 4:16 (Diamandis, Howe)

Deluxe USA
1. Rootless – 3:28 (Diamandis, Howe, Gabriel)
2. I Am Not a Robot (Flex'd Rework Passion Pit Remix) – 4:47 (Diamandis, Howes, Stannard)
3. Obsessions (Ocelot Remix) – 6:26 (Diamandis, Howes, Stannard)
4. I Am Not a Robot (Starsmith 24 Carat Remix) – 5:18 (Diamandis, Howes, Stannard)
5. Hollywood (Video) – 3:25

## Critica
The Family Jewels ha ottenuto critiche molto positive. Metacritic ha valutato l'album 68/100, basandosi su 21 recensioni ricevute, ossia "abbastanza positivo".
Su per giù, è stata data la stessa valutazione da parte di Lout Thomas di BBC Music, il quale ha affermato che "l'album vede costantemente il cambiamento di stile e ciò non è male (si guardi per esempio The Outsider con il suo stile anni '80. Tuttavia c'è una somiglianza con la voce della Sparks e gli ascoltatori potrebbero sentirsi bastonati dalla presenza forse troppo prepotente di Marina".
Hunt Montgomery di Q ha elogiato il cambiamento fantasioso e continuo di stile ("dal glam-disco di Shampain al piano di Obsessions, dal bubblegum punk di Girls al cabaret di Hermit The Frog").
Leonie Cooper di NME ha valutato 9 su 10 l'album, affermando tra le tante cose che Marina è la cantante dei nostri sogni, una cantante che esce dagli schemi del pop tradizionale e monotono e che l'album possiede una doppia personalità affascinante. Luke O'Neil di The Phoenix ha paragonato Marina a Kate Bush, affermando che con The Family Jewels si è venuto a creare un nuovo genere musicale.
Tuttavia, The Family Jewels ricevette anche critiche negative, in particolar modo da Andy Gill di The Independent, il quale affermò che l'album "dimostra il funzionamento inevitabile dell'entropia sulla metodologia pop" e che tracce come Shampain e Hermit The Frog "hanno un gioco di parole fastidioso e uno stile piuttosto sciatto e noioso, il che dimostra l'insuccesso della cantante provocato dai testi troppo banali".

## Classifica
| Classifica (2010)                 | Posizione massima |
| --------------------------------- | ----------------- |
| Australia                         | 79                |
| Austria                           | 18                |
| Europa                            | 20                |
| Francia                           | 132               |
| Germania                          | 12                |
| Grecia                            | 7                 |
| Irlanda                           | 9                 |
| Paesi Bassi                       | 88                |
| Regno Unito                       | 5                 |
| Svizzera                          | 100               |
| U.S. Billboard 200                | 138               |
| U.S. Billboard Rock Albums        | 49                |
| U.S. Billboard Digital Albums     | 22                |
| U.S. Billboard Heatseekers Albums | 2                 |